# Beslinga State
Beslinga State was een state in Friens in de gemeente Leeuwarden, tegenover de kerk, waar nu het afgegraven land ligt.

## Geschiedenis

### Tot 1620
In 1523 kocht Aernt Pieters, burger in Leeuwarden, Besdingen goed, landen, state, erf, gracht, wier, steen en hornleger van Ofke Foppinga en zijn vrouw Anna Oedtsma uit Boksum voor 500 goudgulden.
De eerste bekende bewoner is Alyt Pyters die de state al voor 1543 had verworven. Haar zoon, de koopman Andries Pytersz, erfde de state van zijn moeder. Jet, de dochter van Andries, verkreeg de state ten tijde van haar huwelijk in 1573 met Douwe van Sytzama (1548-1607). Zij nam de naam van Beslinga aan. Vanaf die tijd is de state in handen gebleven van deze tak van de familie Van Sytzama, die oorspronkelijk stamt uit Arum. Van het huidige huis is niets meer terug te vinden. Tot 1620 was de Beslinga State een grote boerderij met een langhuis. Andries van Sytzama, de zoon van Douwe en Jets, brak toen de boerderij af, om op dezelfde plaats een nieuwe state te bouwen. Het nieuwe huis werd in 1620 beschreven als: een symmetrisch rechthoekig gebouw van 2 bouwlagen, voorzien van trapgevels, met daartussen een zadeldak. In het midden een uitgebouwde traptop met een bekroning van een grote wapenhoudende leeuw. Ofschoon het gebouw symmetrisch was, gold dat niet voor de raamindeling. Het rechtergedeelte telde 4 kruisvensters, terwijl het linkergedeelte slechts 3 vensters had. Via een poortgebouw met een trapgevel en een steen met alliantiewapens kwam men op een omgracht terrein. Het poortgebouw had overal gimmengaten, gaten voor duiven. De adel hield deze vogels voor zowel de mest als voor consumptie.

### Tot 1828
De laatste eigenaar van de state was Maurits baron van Sytzama. In 1828 besloot hij de state af te breken en te vervangen door een veel groter landhuis, een twee keer zo diep huis dan het oude met een min of meer vierkante plattegrond. Het grote buitenhuis dat in 1828 plaats maakte voor de state bestond uit twee brede tegen elkaar aan gebouwde rechthoekige gebouwen. Beide waren voorzien van een schildkap met op de hoeken schoorstenen. Het geheel was vijf brede ramen breed en de ingang was te bereiken via een trap met leuningen. Op het dak bevonden zich 2 dakkapellen.

### Tussen 1828 en 1848
De laatste eigenaar van de state was eerst grietman van Idaarderadeel, maar werd in 1841 Gouverneur van de Koning in Friesland. Zijn zoon Eyzo baron van Sytzama volgde hem toen op als grietman. In 1848 na het overlijden van Maurits kwam het huis leeg te staan. Blijkbaar waren er geen kopers voor te vinden en een jaar later werd besloten om het huis af te breken.

## Lijst van eigenaren / bewoners van Beslinga State
| Jaar                 | Gebruiker                               |
| -------------------- | --------------------------------------- |
| voor 1523            | Ofke Foppinga                           |
| vanaf 1523           | Aernt Pieters                           |
| voor 1543 - ca. 1550 | Alyt Pyters                             |
| ca. 1550 - 1573      | Andries Pytersz                         |
| 1573 - 1586          | Douwe van Sytzama & Jets Andriesdr      |
| 1586 - 1637          | Andries van Sytzama                     |
| 1624 - 1647          | Christoffel van Sytzama                 |
| 1626 - 1665          | Pier van Sytzama                        |
| 1629 - 1672          | Douwe van Sytzama                       |
| 1711 - 1728          | Pier Galenus van Sytzama                |
| 1729 - 1734          | Clara Feyoena van Raesfelt-van Sytzama  |
| 1828 - 1848          | Maurits Pico Diederik baron van Sytzama |
| 1841 - 1843          | Eyzo de Wendt baron van Sytzama         |